# Das Bus
Das Bus, llamado El autobús de la muerte en Hispanoamérica y Das Bus en España, es un episodio perteneciente a la novena temporada de la serie animada Los Simpson, cuyo estreno original fue el 15 de febrero de 1998. En el episodio, Bart, Lisa y otros niños de la Escuela Primaria de Springfield quedan atrapados en una isla y se ven obligados a trabajar juntos. Mientras tanto, Homer funda su propia compañía de Internet. Fue escrito por David S. Cohen y dirigido por Pete Michels.

## Sinopsis
Todo comienza cuando la familia pasa la noche entera viendo la TV. Cuando Marge se da cuenta de que ha amanecido, señala que los niños tienen que ir al colegio. Homer intenta librarse de ir al trabajo fingiendo que está enfermo: "No podré ir a trabajar, Sr. Smithers. Tengo la viruela... ¡No, en mi casa no fue erradicada!". En el colegio, un grupo de niños forman parte de un proyecto escolar parecido a la ONU formado por Bart como Libia, Lisa como Francia, Nelson como Japón, Sherri y Terri como Trinidad y Tobago, Milhouse como Polonia, Martin como Finlandia, Ralph como Canadá, Wendell como México y Lewis como Estados Unidos. Tenían una excursión, pero el autobús pierde el rumbo y cae por un puente, precipitándose hacia el mar. 
El chofer, Otto, intenta ir a buscar ayuda nadando, pero termina siendo arrastrado por la corriente. Sin embargo, los niños logran nadar hacia una pequeña isla tropical. Al principio todos estaban asustados y creían que iban a morir, pero Bart trata de convencer a los niños de que naufragar a una isla es divertido, como en la televisión, construirían una casa del árbol gigante donde vivir, conseguir monos que trabajarían como mayordomos para ellos, comer frutas tropicales todos los días, etc.
Pero pronto se dan cuenta de que la supervivencia no es un juego. Las únicas frutas de la isla son bayas venenosas, no parecía haber ningún animal viviendo en la isla y no tenían herramientas para construir un refugio. Bart bucea hacia el autobús y consigue recuperar una nevera portátil llena de comida. Los niños empiezan a atiborrarse, pero Lisa los detiene advirtiéndoles que deben racionar la única comida que tienen. A la mañana siguiente, se despiertan para descubrir que ya no queda comida. Todos sospechan de Milhouse porque está tumbado junto a varias bolsas de aperitivos vacías, su aliento huele a ganchitos de queso y su tripa está ligeramente hinchada. Aunque quieren castigarlo, Lisa los convence de someterlo a juicio, actuando Bart como juez, Lisa como abogada y Nelson representando a la acusación. Durante el juicio, Milhouse defiende su inocencia y que la comida fue devorada por un "monstruo" que aseguraba haber visto antes. 
Mientras tanto, Otto es "rescatado" por pescadores chinos, que pretenden convertirlo en esclavo. 
Por la falta de pruebas, Bart declara inocente a Milhouse, lo que provoca la furia de los otros niños, quienes pretenden matarlo. Lisa intenta detenerlos, pero Nelson la empuja. Bart se enfada y le dice que deje en paz a su hermana, pero solo logra que él, Lisa y Milhouse sean perseguidos por Nelson y los demás chicos. Tras una persecución en la que Milhouse fue una carga para sus dos únicos aliados e incluso mostró estar dispuesto a sacrificarlos, todos descubren que el "monstruo" era real, sólo que se trataba de un jabalí común y corriente. En uno de los colmillos del jabalí había una bolsa de patatas fritas, probando que fue el animal el que se comió la comida. Los chicos se disculpan con Milhouse, aunque este admite haberse comido algo a escondidas. Descubren que el jabalí se alimenta de un lodo que se encuentra adherido a las rocas de la isla. Los niños cazan al jabalí para comérselo, pero como Lisa es vegetariana, ella lame el lodo de las rocas mientras califica a los demás de salvajes. El episodio termina en este punto, pero el narrador aclara y dice "Y así los niños aprendieron a sobrevivir en sociedad. Más tarde fueron rescatados por... No sé... Por Moe, por ejemplo". 
Mientras todo esto pasaba, Homer descubre como su vecino, Ned Flanders está ganando dinero a través de Internet. Ni corto ni perezoso, Homer reprocha a Marge que son los únicos que no lo hacen y se dispone a iniciar su propio negocio: Compuglobalhypermeganet (CompuMundoHíperMegaRed en Hispanoamérica). Bill Gates acaba descubriendo la empresa de Homer y va a su casa. El mismo dueño de Microsoft admite no saber qué vende CompuGlobalHiperMegaNet, pero que está dispuesto a comprarla en lugar de arriesgarse a competir con Homer. Sin embargo, cuando Homer acepta el trato, Bill ordena a sus guardaespaldas que “compren” y ellos empiezan a destrozarlo todo. Al final de la escena Bill Gates explica esto diciendo: "No creerá que me hice rico firmando cheques, ¿verdad?"

## Producción
El gag del sofá fue sugerido por la hija de Dan Castellaneta. La película True Lies fue la inspiración de que el autobús caiga por el puente. Para conseguir un buen acento chino para los pescadores, Cohen llamó a un amigo nativo. Cuando llegaron los actores chinos, pensaron que un acento cantonés sería más apropiado para los piratas, en lugar del mandarín, por lo que fue cambiado. Moe fue elegido para ser el que rescate a los niños porque los escritores pensaron que sería gracioso. Una escena borrada muestra a Homer comprando elementos anti-estrés, pero, al usarlos, se estresa aún más. Según Mike Scully, la escena fue borrada porque hacía demasiado largo el episodio.